# Fiona Shaw
Fiona Shaw, CBE (nume la naștere Fiona Mary Wilson; n. 10 iulie 1958, County Cork, Munster⁠(d), Irlanda) este o actriță de teatru și regizor de operă irlandeză, cunoscut pentru rolul ei ca Petunia Dursley în Harry Potter  și în rolul Marnie Stonebrook în sezonul patru din seria HBO "True Blood" (2011). Ea a lucrat extensiv cu Royal Shakespeare Company și la Teatrul Național, de două ori câștigătoare a premiilor Lawrence Olivier pentru cea Mai bună Actriță, pentru diverse roluri, inclusiv Electra în 1990, și pentru Machinal în 1994. Ea a câștigat în anul 1997, nominalizată la Drama Desk Award pentru Remarcabila Performanță Solo pentru The waste Land. O altă etapă de lucru include în rolul principal în Medeea, atât în West End și pe Broadway (2001-02). I s-a acordat titlul Onorific de CBE în 2001.

## Filmografie
- The Adventures of Sherlock Holmes (1984) (TV series) - Miss Morrison
- Sacred Hearts (1985) - Sister Felicity
- The Taming of the Shrew (RSC 1987)
- Electra (RSC 1988)
- My Left Foot (1989) - Dr. Eileen Cole
- Mountains of the Moon (1990) - Isabel Arundell (Mrs Burton as from 1861)
- Three Men and a Little Lady (1990) - Miss Lomax
- London Kills Me (1991) - Headley
- Machinal (1993)
- Hedda Gabler (1993) (a televisation of the NT production) - Hedda Gabler
- Super Mario Bros. (1993) - Lena
- Undercover Blues (1993) - Novacek
- The Duchess of Malfi (1995, radio) - The Duchess
- Persuasion (1995) - Mrs. Croft
- Jane Eyre (1996) - Mrs. Reed
- Anna Karenina (1997) - Lydia
- The Butcher Boy (1997) - Mrs. Nugent
- Richard II (1997) (TV) - Richard II
- The Avengers (1998) - Father
- The Last September (1999) - Marda Norton
- Gormenghast (2000) (TV) - Frances O'Neil
- RKO 281 (1999) (TV) - Hedda Hopper
- The Triumph of Love (2001) - Leontine
- Harry Potter and the Philosopher's Stone (2001) - Petunia Dursley
- Medea (2001) (West End & NYC)
- The Seventh Stream (2001) - Mrs. Gourdon
- Doctor Sleep (2002) - Catherine Lebourg
- Harry Potter and the Chamber of Secrets (2002) - Petunia Dursley
- The PowerBook (2002) (NT, which she co-devised)
- Harry Potter and the Prisoner of Azkaban (2004)  Petunia Dursley
- Midsummer Dream (2005) - The Witches (voce)

- Empire (2005, international tour) (TV) - Fulvia
- The Black Dahlia (2006) - Ramona Linscott
- Catch and Release (2007) - Mrs. Douglas
- Fracture (2007) - Judge Robinson
- Harry Potter and the Order of the Phoenix (2007) - Petunia Dursley
- Happy Days (2007 & 2008, NT and internationally)
- Dorian Gray (2009) - Agatha
- National Theatre Live: London Assurance (2010) - Lady Gay Spanker
- Noi Credevamo (2010) - Emilie Ashurst
- Harry Potter and the Deathly Hallows - Part 1 (2010) as Petunia Dursley
- Mother Courage and her Children (NT)
- London Assurance (NT)
- The Tree of Life (2011) - Grandmother
- True Blood (2011) - Marnie Stonebrook
- The English Teacher (2013) - Narator
- The Testament of Mary (2013) (Broadway)
- Agatha Christie's Marple: Greenshaw's Folly (2013) (TV) - Miss Katherine Greenshaw
- Ceiliuradh (celebration) at The Royal Albert Hall on 10 April 2014 (Televizat)
- Pixels (2015) - Prime Minister (uncredited)
- The White King (2016) - Kathrin Fitz
- Out of Innocence (2016) - Catherine Flynn
- Channel Zero (2016, as present-day Marla Painter) - Marla Painter
- The Rising (2016) - Countess Markievicz
- Maigret - Mdm Moncin
- Emerald City (2017) (TV) - Mombi
- Penn Zero: Part-Time Hero (2017) (TV) - Hedwin (voice)
- The Hippopotamus (2017)
- Medea (2017) Wexford Festival Opera - Director
- Colette (2018)
- Lizzie (2018) - Abby Borden

### Alte proiecte, contribuții
- Când Dragostea Vorbește (2002, EMI Classics): "It is thy will thy image should keep open"
- Simon Schama's John Donne: 2009[11][12]

## Premii și nominalizări
| An   | Premiul                                                             | Munca                                                  | Categorie    |
| ---- | ------------------------------------------------------------------- | ------------------------------------------------------ | ------------ |
| 1986 | Olivier Award pentru cea mai bună interpretare într-un Rol secundar | As You Like It / Mephisto                              | Nominalizare |
| 1990 | Olivier Award pentru cea Mai bună Actriță                           | Electra / As You Like It / The Good Person of Szechwan | Câștigat     |
| 1992 | Olivier Award pentru cea Mai bună Actriță                           | Hedda Gabler                                           | Nominalizare |
| 1993 | Evening Standard Award pentru cea Mai bună Actriță                  | Machinal                                               | Câștigat     |
| 1994 | Olivier Award pentru cea Mai bună Actriță                           | Machinal                                               | Câștigat     |
| 1997 | Drama Desk Award pentru Remarcabila Performanță Solo                | The Waste Land                                         | Câștigat     |
| 2001 | Evening Standard Award pentru cea Mai bună Actriță                  | Medea                                                  | Câștigat     |
| 2003 | Drama Desk Award pentru cea mai bună Actriță într-o piesă           | Medea                                                  | Nominalizare |
| 2003 | Premiul Tony pentru cea Mai bună Actriță într-o piesă               | Medea                                                  | Nominalizare |
| 2008 | Drama Desk Award pentru cea mai bună Actriță într-o piesă           | Happy Days                                             | Nominalizare |
| 2008 | Olivier Award pentru cea Mai bună Actriță                           | Happy Days                                             | Nominalizare |
| 2017 | Fangoria Drujba Premii pentru cea mai bună actriță în TV            | Channel Zero                                           | Nominalizare |